# Kradzież

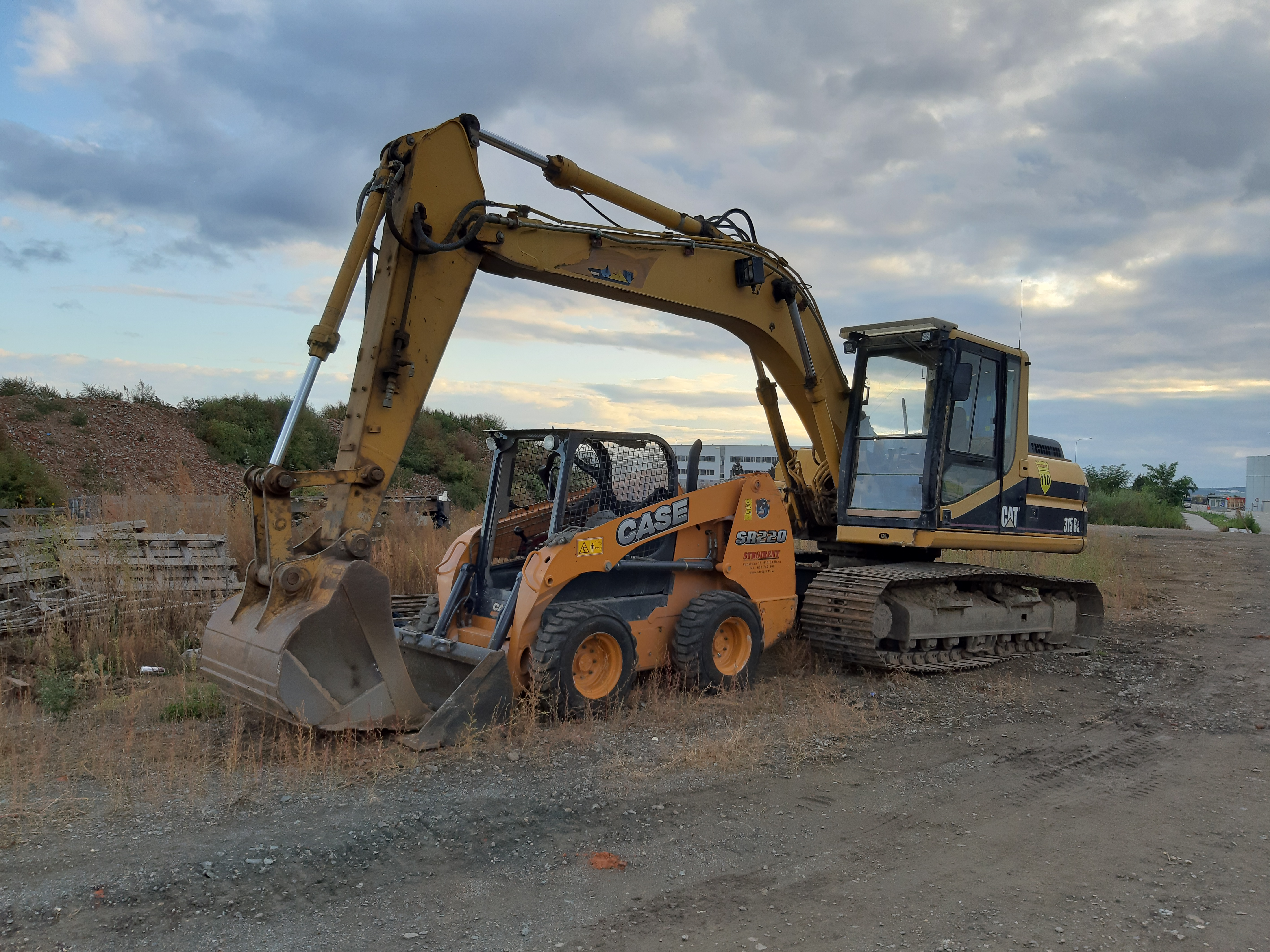
Zabezpieczanie sprzętu budowlanego przed złodziejami.

Kradzież (art. 278 kk) – zabór cudzej rzeczy w celu przywłaszczenia. Pod pojęciem zaboru rozumie się fizyczne wyjęcie rzeczy spod władztwa właściciela. Dotyczy to również przedmiotu pozostawionego przez niego w znanym mu miejscu w zamiarze późniejszego jej zabrania. Wymóg dokonania zaboru oznacza, że nie jest możliwa kradzież rzeczy znalezionej przez sprawcę lub jemu powierzonej. Nie wyklucza to odpowiedzialności za inne przestępstwo, a mianowicie za przywłaszczenie.

## Opis czynu
Przedmiotem wykonawczym przestępstwa kradzieży może być tylko rzecz o wartości majątkowej. Powinna być ona nadto dla sprawcy cudza (czyli mieć właściciela, którym jest kto inny niż sprawca). Nie jest możliwa kradzież nieruchomości, ponieważ przepis dotyczy rzeczy ruchomej. Natomiast możliwa jest kradzież części składowej, co uzasadnione jest tym, że odłączając ją od rzeczy głównej sprawca tworzy nową rzecz ruchomą, którą kradnie.
Przepisy o kradzieży rzeczy stosuje się także do zaboru w celu przywłaszczenia cudzego zwierzęcia.
Istnieją trudności w zakwalifikowaniu zaboru rzeczy wspólnej przez jednego z uprawnionych. Jest tak np. w wypadku, kiedy jeden z małżonków zabiera rzecz wchodzącą w skład majątku wspólnego małżonków. Orzecznictwo Sądu Najwyższego skłania się do poglądu, że w zależności od tego, który z uprawnionych władał fizycznie rzeczą, zachodzi kradzież lub przywłaszczenie.
Przedmiotem kradzieży może być również, obok rzeczy ruchomej, karta bankomatowa, a także energia poprzez nielegalne podłączenie do sieci ciepłowniczej lub elektrycznej.
Kradzież może polegać tylko na aktywnym działaniu. Nie jest możliwe popełnienie jej przez zaniechanie.
Przestępstwo może zostać popełnione tylko umyślnie, w zamiarze bezpośrednim, przy czym konieczne jest, by sprawca działał w celu przywłaszczenia rzeczy, tzn., by chciał postępować z nią tak jak właściciel, uzyskać nad nią trwałe władztwo. Niekoniecznie musi dążyć do tego, by włączyć rzecz do swojego majątku. Kradzież jest popełniona także wtedy, kiedy sprawca pragnie ukradzioną rzecz np. podarować innej osobie.
Kradzież zachodzi także wtedy, kiedy sprawca zabiera cudzą rzecz z zamiarem niezwłocznego jej porzucenia. Czyniąc tak, postępuje bowiem z rzeczą tak jak właściciel, a zatem przywłaszcza ją sobie.
Kradzież rzeczy ruchomej o wartości nieprzekraczającej 800 złotych (od 2018 do 2023 r. 500 złotych, od 2013 do 2018 r. 1/4 minimalnego wynagrodzenia, od 1998 do 2013 r. 250 złotych, natomiast od 1972 do 1998 r. 500 złotych) stanowi wykroczenie (art. 119 k.w.). Ograniczenie to nie dotyczy kradzieży broni, amunicji i materiałów lub przyrządów wybuchowych. Kradzież tych przedmiotów jest zawsze przestępstwem, niezależnie od ich wartości. Wartość przedmiotu przestępstwa nie ma również znaczenia przy zaborze karty bankomatowej albo energii. Przestępstwo kradzieży zasadniczo jest ścigane z urzędu, jeżeli jednak pokrzywdzony jest osobą najbliższą dla podejrzanego, wówczas przestępstwo to jest ścigane dopiero na wniosek pokrzywdzonego.
Wykroczeniem pozostaje również zabór w celu przywłaszczenia cudzej rzeczy ruchomej przedstawiającej wartość niemajątkową, np. pamiątkowy dyplom dla właściciela lub zdjęcie osoby najbliższej (art. 126 § 1 k.w.).

### Typy kwalifikowane
- kradzież szczególnie zuchwała
- kradzież z włamaniem
- rozbój
- kradzież rozbójnicza
- kradzież rzeczy znacznej wartości (art. 278 § 1 lub 2 w związku z art. 294 § 1 k.k.)
- kradzież rzeczy stanowiącej dobro o szczególnym znaczeniu dla kultury (art. 278 § 1 lub 2 w związku z art. 294 § 2 k.k.)
- kradzież rzeczy wartości większej niż pięciokrotność kwoty określającej rzecz wielkiej wartości (art. 278 § 1 lub 2 w związku z art. 294 § 3 k.k.)
- kradzież rzeczy wartości większej niż dziesięciokrotność kwoty określającej rzecz wielkiej wartości (art. 278 § 1 lub 2 w związku z art. 294 § 4 k.k.)

### Typ uprzywilejowany
- Wypadek mniejszej wagi (art. 278 § 3 k.k.). W wypadku tym sprawca podlega grzywnie, karze ograniczenia wolności albo pozbawienia wolności do 1 roku.
- Przestępstwo to w przypadku jego popełnienia na szkodę osoby najbliższej dla podejrzanego jest ścigane na wniosek pokrzywdzonego, w innym wypadku z urzędu - jest zatem przestępstwem względnie wnioskowym.

### Kategorie złodziei i metody działania
Osoba dokonująca lub trudniąca się kradzieżą to złodziej, w gwarze więziennej nazywany m.in. akowcem, doliniarzem (kieszonkowiec), tycerem, a jego praca – tyrką.
- kieszonkowiec lub doliniarz[2] – złodziej dokonujący drobnych kradzieży polegających na okradaniu osób z dóbr, takich jak portfele, saszetki itp. noszonych przy sobie. Tego typu praktyka złodziejska najczęściej występuje w miejscach zatłoczonych, takich jak środki masowego transportu czy targowiska. Metody działania:
  - „gołą ręką” – wyjęcie palcami portfela z kieszeni lub torebki.
  - „zza parawanu” – posługiwanie się płaszczem lub torbą w celu ukrycia swego działania.
  - „potrącenie” – udawane potrącenie i kradzież ręką podczas podtrzymywania chwiejącej się ofiary[2].
  - „na kosę” – przecięcie nożem torebki, kieszeni.
- włamywacz – osoba dokonująca kradzieży w budynkach najczęściej pod nieobecność ich właścicieli. Przed dokonaniem włamania dokonywany jest wywiad złodziejski. Wybrane mieszkanie lub obiekt jest obserwowany, rozpoznawany jest rytm dnia i zwyczaje mieszkańców. W ramach złodziejskiego rozpoznania przed włamaniem możliwe są „przypadkowe” wizyty np. żebraka, domokrążcy, staruszki proszącej o pomoc lub podobnych osób nie budzących podejrzeń. Ich zadaniem jest zdobycie informacji o układzie pomieszczeń w mieszkaniu, wyjściach, wejściach i innych istotnych podczas włamania przeszkód[3]. W trakcie włamań pomocnikami złodziei są wartownicy (szpice) rozstawieni w okolicy okradanego obiektu. Ich zadaniem jest odciąganie uwagi przypadkowych osób oraz informowanie bezpośrednich włamywaczy o sytuacjach, kiedy trzeba czasowo wstrzymać albo zupełnie odstąpić od kontynuowania akcji[4].
- kasiarz – typ włamywacza specjalizujący się w okradaniu zawartości kas pancernych i sejfów. W przedwojennej Polsce kasiarze uznawani byli za koronę zawodu złodziejskiego, ponieważ okradanie kas wymagało wielu umiejętności, zaangażowania wielu ludzi i środków (m.in. dobrej jakości narzędzi, palnika acetylenowo-tlenowego, itp.). Jednym z najsławniejszych polskich kasiarzy był Stanisław Cichocki (pseud. Szpicbródka), który stał się m.in. inspiracją dla filmu Hallo Szpicbródka, czyli ostatni występ króla kasiarzy[5].

Bardzo często specjalistyczne umiejętności złodziejskie nabywa się podczas odbywania kary pozbawienia wolności.